# Парнас дыбом
«Парна́с ды́бом: Про козлов, собак и Веверлеев» — сборник стихотворных и кратких прозаических пародий, излагающих в хронологической последовательности от лица разных писателей одни и те же простые сюжеты. Впервые издан в 1925 году харьковским издательством «Космос» (4-е издание — 1927 год; в выходных данных ошибочно указано: второе). Авторы пародий — Эстер Паперная (1901—1987), Александр Розенберг (1897—1965), Александр Финкель (1899—1968). 
Три детских стишка («У попа была собака…», «Жил-был у бабушки серенький козлик», «Пошёл купаться Веверлей…») пересказываются в манере и с пародийным сохранением стиля известных поэтов и прозаиков, от Гомера и Данте до Маяковского и Твардовского. Книга имела оглушительный успех, её высоко оценил В. Маяковский.
В 1960-х годах сборник был дополнен (пародии на Н. Матвееву, А. Вознесенского, Б. Окуджаву). В 1968 году А. Раскин опубликовал дополнительные тексты в журнале «Наука и жизнь». Издания «Парнаса дыбом» вызвали волну подражаний и продолжений:
- «Сюжет с вариантами» Юрия Левитанского (1978), содержащий варианты стишка «Вышел зайчик погулять»;
- Три цикла пародий Леонида Филатова — «Таганка-75», «Ну, погоди!» и «Муха-цокотуха»
- «Парнас дыбом — 2» Михаила Болдумана (2006), в котором пародируются поэты (в том числе современные, вплоть до Германа Лукомникова) и прозаики в диапазоне от Чехова и Фрейда до Пелевина, Сорокина и Лимонова[1].

В 1989 г. сборник, ставший библиографической редкостью, был переиздан в серии «Забытая книга» (М.: «Художественная литература», 128 с., 100 000 экз.). Наиболее полное издание «Парнаса…» вышло в свет в 1990 году тиражом 300 000 экземпляров.